# Psychotria matambuaii
Psychotria matambuaii är en måreväxtart som beskrevs av W.N.Takeuchi. Psychotria matambuaii ingår i släktet Psychotria och familjen måreväxter. Inga underarter finns listade i Catalogue of Life.